# Mont Rotui
Mont Rotui ist ein Berg im Norden der Insel Moorea im Archipel der Gesellschaftsinseln in Französisch-Polynesien. Er ist mit 899 m Höhe nach dem Mont Tohiea die zweithöchste Erhebung der Insel und bildet eine markante Halbinsel, die die beiden größten Buchten der Insel, Baie de Cook und Baie d’Opunohu, voneinander trennt. Die Erhebung ist vulkanischen Ursprungs und besteht, wie nahezu alle Gesellschaftsinseln, aus Basalt.